# Christus Dominus
Christus Dominus (CD) je název dekretu Druhého vatikánského koncilu „o pastýřské službě biskupů“. Koncil dekret přijal na svém čtvrtém a závěrečném zasedání 28. října 1965 2319 hlasy pro a dvěma proti shromážděných biskupů a byl promulgován papežem Pavlem VI. 28. října 1965.
Dekret Christus Dominus vyzývá k vytvoření silných biskupských konferencí, které by určovaly úroveň církve ve svém regionu a zároveň plně podporovaly Vatikán a papeže. Je nejdůležitějším dekretem koncilu, protože stanovuje povinnosti a úkoly biskupů v místní církvi. Tento dekret stanovuje nové úkoly biskupa v pastoraci, které mají dočasný i trvalý charakter. Vyzývá biskupy, aby podporovali různé formy apoštolátu a pod svým vedením harmonizovali apoštolská díla, aby tak vyjádřili jejich úzké spojení s diecézí (Christus Dominus, 17). 
Christus Dominus popisuje, jak biskupové vykonávají svůj úřad na třech úrovních: v univerzální církvi (první kapitola), ve své vlastní „partikulární církvi“ nebo diecézi (druhá kapitola) a na regionální nebo národní úrovni (třetí kapitola). V poslední části vybízí k vzájemné spolupráci mezi biskupy nejen ve státě, ale i na mezinárodní úrovni. Dekret zajišťuje biskupům jejich práva, ale také mnoho od nich požaduje. Vybízí je, aby hledali nové pastorační cesty a zdůrazňuje, že při plnění svého otcovského a pastýřského úkolu mají být biskupové uprostřed své diecéze jako služebníci svého stádce.
Úloha biskupů církve byla znovu zdůrazněna, zvláště když byla vnímána kolektivně, jako kolegium, které v učení a řízení církve navázalo na apoštoly. Toto kolegium neexistuje bez své hlavy, nástupce svatého Petra.

## Pozadí
První vatikánský koncil v letech 1869–1870 se zaměřil na papeže a definoval učení o „papežské neomylnosti“, ale o ostatních biskupech nepojednával. Když tedy papež Jan XXIII. svolal Druhý vatikánský koncil, všichni očekávali, že se bude zabývat touto nedokončenou záležitostí.

## Vznik textu a cíle
Koncil již na třetím zasedání v roce 1964 v dogmatické konstituci o církvi Lumen gentium (č. 18–27) zásadně vyložil teologii biskupského úřadu. Na tomto pozadí Christus Dominus vymezuje úkol biskupa v rámci konstituce církve spíše z hlediska kanonického práva. V souladu s tím dekret obsahuje pověření k provedení dohodnutých zásad v nové revizi Codex Iuris Canonici (č. 44).
Text spojil dva návrhy, které byly připraveny a projednány na předchozích zasedáních na téma „O pastorační péči“ a „O biskupech a správě diecézí“.
Codex Iuris Canonici promulgovaný papežem Janem Pavlem II. v roce 1983 implementoval ustanovení II. knihy Dekretu o Božím lidu v části II „Hierarchické uspořádání církve“ (kánony 330–572). 

## Obsah
- Předmluva
- Kapitola 1: Biskupové a celá církev (4–10)
I. Postavení biskupů vůči celé církvi a biskupská synoda (4–7)
II. Biskupové a Apoštolský stolec (8–10)
- Kapitola 2: Biskupové a místní církve (11–35)
I. Diecézní biskupové (11–21)
II. Vymezení diecézí (22–24)
III. Spolupracovníci diecézního biskupa v pastýřské službě (25–35)
1) Biskupové koadjutoři a světící biskupové
2) Diecézní kurie a rady
3) Diecézní duchovenstvo
4) Řeholníci
- Kapitola 3: Spolupráce biskupů pro společné dobro několika diecézí (36–43)
I. Synody, koncily a zvláště biskupské konference (36–38)
II. Vymezení církevních provincií a zřizování církevních oblastí (39–41)
III. Biskupové s mezidiecézními úkoly (42–43)
- Obecný příkaz (44)
- Poznámky

## Úřad a povinnosti biskupů
Christus Dominus přebírá důležité výroky o církvi a biskupském úřadu z Lumen gentium: 
- V síle Ducha svatého jsou biskupové „pravými a autentickými učiteli víry, kněžími a pastýři“ (CD 2, srov. LG 20-26). Stejně jako v Lumen gentium je trojí Kristův úřad (prorocký úřad, kněžský úřad (pastýřský úřad) a královský úřad) měřítkem pro spásné působení církve a úřad biskupa. Pro pastorační péči v diecézích v rámci této trojí služby poskytuje dekret podrobné instrukce v bodech 11 až 21.
- Vedoucí úkol biskupa je chápán jako „pastýřská služba“; biskupové „pokračují v díle Krista, věčného pastýře, po celé věky“ a jako „pastýři duší“ jsou nástupci apoštolů (CD 2, LG 18).
- Se znovuobjevením církve jako „Boží rodiny“, jak to vyjadřuje i Lumen gentium (LG 6 a 27), nabývá obraz biskupa jako otce zvláštního významu. Christus Dominus hovoří o „pravých otcích, kteří se vyznačují duchem lásky a zájmu o všechny a jejichž Bohem svěřené autoritě se všichni ochotně podřizují; mají shromažďovat a vychovávat celou rodinu svého stáda tak, aby všichni, vědomi si svých povinností, žili a jednali ve společenství lásky“. (CD 16)
- Biskup je zejména „otcem“ presbyteria, v němž všichni kněží jeho diecéze tvoří jednu rodinu (CD 28).
- Plnost svátosti svěcení se uděluje prostřednictvím biskupského svěcení jako nejvyššího ze svěcení (CD 15, LG 21).
- Biskupové tvoří hierarchické „kolegium“, „biskupský sbor“ (Collegium seu corpus Episcoporum) pod vedením papeže (CD 4, LG 22).
- Biskup úzce spolupracuje s kněžími a jáhny, svými spolupracovníky (CD 11 a 15, LG 20).

V Lumen gentium (č. 23) koncil uznal jednotlivé diecéze za „partikulární církve“, které tvoří jedinou katolickou církev. Christus Dominus to bere v úvahu a označuje biskupy pověřené péčí o partikulární církev za „řádné, řádné a bezprostřední pastýře“, kteří pod vedením papeže pasou své ovečky ve jménu Páně (CD 11). Významnou novinkou tedy je, že autorita biskupa je autoritou původní, která vyplývá přímo z jeho biskupského svěcení, a nikoli autoritou udělenou či delegovanou papežem:
„Jako nástupci apoštolů mají biskupové ve svěřených diecézích sami od sebe veškerou řádnou, vlastní a bezprostřední moc (omnis potestas ordinaria, propria ac immediata), která je nezbytná k výkonu jejich pastýřské služby.“
– CD 8 a
Kněží a jáhni jsou naproti tomu „spolupracovníky episkopátu“, jsou tedy podřízeni biskupovi na diecézní úrovni a jsou na něm závislí: „Sami biskupové jsou hlavními rozdavateli Božích tajemství, stejně jako jsou zodpovědní za řízení, podporu a dohled nad celým liturgickým životem v církvi, který jim byl svěřen.“ V tomto smyslu je třeba se zaměřit i na kněze a jáhny. (CD 15)

## Jednotlivé předpisy

### Římská kurie
V tomto dekretu chtěli koncilní otcové – uznávajíce pomoc, která byla dříve poskytována papeži a biskupům –, aby správní orgány římské kurie byly novým uspořádáním lépe přizpůsobeny požadavkům doby a jednotlivým oblastem a ritům; ústřední orgány a instituce katolické církve měly mít „celosvětový charakter“ svých členů s úředníky a poradci z různých oblastí církve, včetně úřadujících diecézních biskupů. (DC 9f.) 

### Fungování diecézí
Při organizaci diecézí je třeba dbát na to, aby tvořily „organickou jednotku“ z hlediska svého složení v přilehlé oblasti a umožňovaly biskupovi udržovat přímý kontakt s kněžími a laickými vedoucími. Každá diecéze by měla mít k dispozici dostatek vhodných duchovních a v dohledné době musí být dostatečně k dispozici potřebné zázemí a zařízení pro vedení a pastorační práci, jakož i prostředky na údržbu personálu a zařízení. Biskupský stolec by měl být umístěn na příznivém místě. Věřící jiného obřadu nebo jiného mateřského jazyka by neměli být opomíjeni a při rozdělování prostředků se nesmí přehlížet potřeby církve jako celku. 
Stávající diecéze je třeba přezkoumat a v případě potřeby rozdělit, rozčlenit, sloučit nebo změnit jejich hranice. (CD 22–24)

### Pomocní biskupové
Dekret určuje vztah pomocného biskupa k jeho diecéznímu biskupovi:
„Protože koadjutoři a světící biskupové jsou povoláni k účasti na starostech diecézního biskupa, mají službu vykonávat tak, aby ve všech záležitostech postupovali v plném souladu s ním. Kromě toho mají diecéznímu biskupovi prokazovat vždy poslušnost a úctu; diecézní biskup má koadjutory a světící biskupy bratrsky milovat a vážit si jich.“
– CD 25
Oddíl 4 stanoví, že pomocní biskupové se mohou účastnit obecného sněmu. CIC pak v roce 1983 upřesnil, že jako členové kolegia biskupů mají také právo hlasovat. (CIC kán. 339 §1)

### Řídící orgány
Na podporu generálního vikáře může biskup jmenovat biskupské vikáře, kteří mají stejnou řídící pravomoc jako generální vikář v části diecéze nebo v určité oblasti. Úřad biskupského vikáře byl nově zřízen koncilními otci v dokumentu Christus Dominus.
V každé diecézi má být zřízena pastorační rada, které předsedá diecézní biskup a kterou tvoří vybraní duchovní, řeholníci a laici. (CD 27)

### Klerici a řeholníci
Koncil formuloval následující ideál: „Vztah mezi biskupem a diecézními kněžími musí být založen především na poutech nadpřirozené lásky, a to tak, aby jednota vůle kněží s vůlí biskupa činila jejich pastorační činnost plodnější“; kněží by měli být jednotní i mezi sebou. (CD 28) Faráři jsou především spolupracovníky biskupa, kterým je jako „skutečným pastýřům“ svěřena pastorační péče a služba vyučování, posvěcování a vedení v určité části diecéze. (CD 30)
Řeholníci a řeholnice, muži i ženy, patří zvláštním způsobem do rodiny diecéze; řeholní kněží jsou považováni za příslušníky kléru diecéze, když vykonávají pastorační funkce v diecézi. Exemptní řeholní řády také podléhají jurisdikci diecézního biskupa, pokud jde o veřejné vykonávání bohoslužeb, vyučování víry a apoštolát. Přísná „koordinace všech apoštolských děl a iniciativ“, včetně děl a iniciativ řeholních kongregací, je právem a povinností diecézního biskupa pro jeho diecézi a biskupských konferencí pro jejich území. (CD 33 a násl.) 

### Synodální shromáždění, biskupské konference a naddiecézní struktury
Koncil se vrací k rané církvi a vyjadřuje přání, „aby úctyhodné instituce synod a koncilů vzkvétaly s novou silou“. (CD 36) 
O zřízení národních biskupských konferencí se na koncilu horlivě diskutovalo a nakonec bylo předepsáno společným právem tímto dekretem (CD 36–38) a kodifikováno v Codex Iuris Canonici z roku 1983. V důsledku toho se pomocní biskupové a koadjutoři stali plně oprávněnými členy národní biskupské konference vedle diecézních biskupů, kteří byli do té doby jedinými oprávněnými členy. Rada poukázala na to, že stávající konference již ve svých zemích plodně pracovaly. Biskupské konference různých zemí by měly pěstovat vzájemné vztahy. 
Každá diecéze a odpovídající oblasti patří do církevní provincie; jejich hranice a práva a výsady metropolitů, kteří jim předsedají, mají být nově vymezeny. Církevní provincie se mohou spojovat do církevních oblastí. Pokud je to možné, měl by být v každé zemi zřízen vojenský ordinariát pro duchovní péči o vojáky. Vedoucí duchovních služeb, kteří zajišťují služby pro všechny nebo několik diecézí dané země, by měli spolupracovat s jednotlivými diecézními biskupy v bratrském společenství a jednomyslnosti. To platí i pro vojenské biskupy. (CD 39–43)

#### Texty a komentáře
- Decretum de Pastorali Episcoporum munere in Ecclesia / Dekret über die Hirtenaufgabe der Bischöfe in der Kirche. Latinský text z „Acta Apostolicae Sedis“ 58 (1966) 673-696. Německý překlad na objednávku německých biskupů. Úvod a komentář prelát Prof. Klaus Mörsdorf. In: LThK², Das Zweite Vatikanische Konzil, Konstitutionen, Dekrete und Erklärungen, Latina a němčina. Komentáře, II. část, Herder-Verlag, Freiburg im Brsg. 1967, S. 127–247. Rozsáhle představený a komentovaný latinsko-německý paralelní text.
- RAHNER, Karl; VORGRIMLER, Herbert. Das Dekret über die Hirtenaufgabe der Bischöfe in der Kirche „Christus Dominus“. In:  Kleines Konzilskompendium. Sämtliche Texte des Zweiten Vatikanums. 22. vyd. Freiburg im Breisgau: Herder-Verlag, 1990. [Úvodní slovo a text]. S. 251–285. (německy)